# Jonathan Prendas
Jonathan Prendas Rodríguez (San José, 24 de octubre de 1979) es un politólogo, periodista y político costarricense que se desempeñó como diputado de Costa Rica en el período 2018-2022.
Ejerció el cargo de presidente de la Comisión Especial OCDE de la Asamblea Legislativa, organismo que se encargó de conocer y dictaminar los proyectos de ley requeridos para lograr el ingreso de Costa Rica a la Organización para la Cooperación y el Desarrollo Económicos (OCDE).
Fue elegido diputado por el partido Restauración Nacional en 2018, durante ese mismo año se declaró diputado independiente y poco después dio su adhesión personal al Partido Nueva República, al cual renunció el 27 de abril del 2022.
Es especialista en comunicación política.

## Biografía
Nació en San José, el 24 de octubre de 1979, se graduó de la escuela primaria San Blas de Moravia en el año 1991, cursó la educación secundaria en el colegio privado Madre del Divino Pastor de Guadalupe, colegio del que se graduó en el año 1996.
Estudió Ciencias Políticas y Periodismo en la Universidad de Costa Rica, dónde completó sus estudios en los años 2001 y 2003, además en el 2010, obtuvo una maestría en la Universidad Latina de Costa Rica.
Fue periodista y productor de radio en 1998 y 1999, fue parte del personal de prensa del Ministerio de Seguridad, desde el 2000 hasta el 2004, también fue jefe de redacción y editor de revistas especializadas y libros hasta el 2012, trabajó en FLACSO, Secretaría General, desde el 2008 hasta el 2011.

## Carrera política
Fue asesor y jefe de comunicación política de la fracción del Partido Restauración Nacional desde el 2011 hasta el 2018, además ha sido Presidente del comité Político provincial del Partido Restauración Nacional en Heredia, y Asambleísta Nacional de Partido Restauración Nacional, desde el 2013. Jonathan Prendas fue elegido diputado en las elecciones del 2018, como representante de la provincia de Heredia, siendo candidato a diputado por el Partido Restauración Nacional. 
Aunque fue electo por el partido Restauración Nacional, en el 2018 se declara diputado independiente.
Sus actividades en la asamblea legislativa se relacionan con asuntos hacendarios, ingreso y gasto público, seguridad y narcotráfico o ciencia y tecnología, ejerce el cargo de Presidente de la Comisión de Gasto Público.
En 2018 fue creada la Comisión Especial OCDE de la Asamblea Legislativa, encargada de proyectos de ley requeridos para lograr la adhesión de Costa Rica a la OCDE, la comisión estuvo conformada por algunos diputados entre ellos Jonathan Prendas como presidente además de Ana Lucía Delgado Orozco (secretaria), Carlos Benavides Jiménez, Silvia Hernández Sánchez, Ivonne Acuña Cabrera, Carolina Hidalgo Herrera, Erwen Masís Castro, Otto Roberto Vargas Víquez y Erick Rodríguez Steller.
En 2019 fue fundado oficialmente el Partido Nueva República, liderado por Fabricio Alvarado.
Prendas junto a otros diputados que también se habían declarado independientes dan su adhesión a este nuevo partido, sin embargo el estado costarricense no los considera diputados adscritos a ese partido ya que no fueron elegidos popularmente en las elecciones del 2018 como partido, por lo que oficialmente siguen siendo considerados diputados independientes o no adscritos a ninguna fracción política. A pesar de esto, Jonathan Prendas se convirtió en el Jefe de Fracción del Partido Nueva República.
El 27 de abril del 2022 renunció a la agrupación junto a su hermano Francisco Prendas.

## Polémicas
Jonathan Prendas ha recibido muchas críticas durante su gestión como diputado y ha estado envuelto en múltiples polémicas, muchas de ellas relacionadas con su posición ideológica de derecha conservadora o con casos de supuesta corrupción política.
Prendas ha hecho varias declaraciones controversiales, por ejemplo manifestando públicamente su rechazo a iniciativas como el matrimonio igualitario y la aprobación del aborto, además ha criticado asuntos como los proyectos de ley sobre la inmigración ilegal en el país.
En el 2018, después que se pusiera en marcha el plan para aprobar el matrimonio igualitario, el diputado reclamó sobre la supuesta violación de la soberanía costarricense, aunque el país se adhirió soberanamente a la Convención Americana sobre Derechos Humanos y sus mecanismos de vigilancia, incluida la Corte Interamericana, que mantiene su sede en el país.
También le pidió al presidente Carlos Alvarado que no firmara una ley para la regulación del aborto terapéutico porque según Prendas, eso era un atentado contra la vida de cientos o miles de costarricenses en etapa de gestación.
Además el diputado llegó a decir y afirmar que no existe una enfermedad provocada por el embarazo que ocasione la muerte de la madre, pero su afirmación fue desmentida por el entonces presidente del Colegio de Médicos y Cirujanos, Andrés Castillo.
Otra declaración controversial que hizo, estuvo relacionada con que el gobierno firmara un decreto ejecutivo para extender 12 meses más la suspensión de la multa a los extranjeros que se queden más tiempo del legal en el país, Prendas aseguró que para el gobierno del Partido Acción Ciudadana, la inmigración ilegal era un chiste.
En 2019 se supo que Jonathan Prendas había cobrado ilegalmente ₡9 millones de cesantía por pasar de asesor a diputado, aunque supuestamente contó con la aprobación de la Asamblea en su momento.
Entre 2019 y 2021, La Procuraduría de la Ética Pública (PEP) entregó al Directorio de la Asamblea Legislativa un informe de su investigación contra el diputado por un viaje que realizó a Barcelona de España, en 2019, el  viaje habría sido financiado por un empresario privado. Prendas había participado del evento Mobile World Congress 2019, que se llevó del 25 al 28 de febrero del 2019 en Barcelona, recibiendo el financiamiento para sus tiquetes aéreos y cuota de participación en el evento por parte de la empresa EGlobal Systems.
La PEP inició una investigación y presentó la denuncia penal ante la Fiscalía General por este viaje. La investigación realizada por la PEP concluyó que el diputado sí cometió faltas por recibir un beneficio en el ejercicio de sus funciones.
El informe de la PEP indica textualmente lo siguiente: “es evidente entonces, que el imputado Jonathan Prendas Rodríguez actuó guiado por sus intereses personales, obedeciendo únicamente su propia agenda, colocando de forma irresponsable y reprochable a la Asamblea Legislativa en oscuridad total respecto de las gestiones que efectuaba en su nombre y representación en el foro internacional indicado”.
El informe de la PEP, añade también que: “es patente que actuó el servidor en contraposición al régimen de prohibiciones establecido a los funcionarios públicos respecto a la recepción de dádivas, obsequios, regalos, premios, recompensas y otras consideraciones sociales”.
La PEP solicitó al Directorio de la Asamblea Legislativa que se proceda con la investigación y eventuales sanciones al diputado.
Se trasladó el expediente completo, con carácter confidencial a los 57 diputados, para que en Plenario procedieran con el caso, sin embargo en un principio, el diputado no fue sancionado debido a que a la fecha todavía no se había aprobado una normativa vigente sobre la regulación del tipo de procedimiento que se debe realizar en esos casos.